# Firbeix
Firbeix, okzitanisch Firbes, ist ein Dorf und eine Gemeinde mit 298 Einwohnern (Stand 1. Januar 2022) im Norden des französischen Départements Dordogne in der Region Nouvelle-Aquitaine. Die Gemeinde gehört zum Arrondissement Nontron und zum Kanton Thiviers. Außerdem bildet sie einen Teil des Regionalen Naturparks Périgord-Limousin.

## Etymologie
Das Okzitanische Firbes leitet sich ab vom Lateinischen finis, genauer vom Dativ Plural finibus, mit der Bedeutung Grenze oder Rand. Gemeint ist hier die Grenze zwischen dem Limousin und dem Périgord.

## Geographie

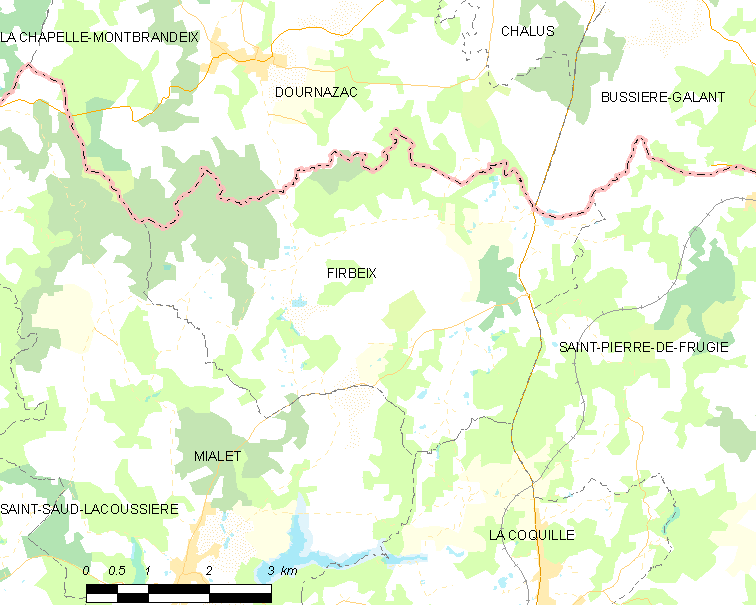
Lagekarte von Firbeix

Firbeix liegt sechs Kilometer südlich von Châlus und sechs Kilometer nördlich von La Coquille (Luftlinie).
Die Gemeinde wird von folgenden Nachbargemeinden umgeben:
|        | Dournazac (Haute-Vienne)                    | Bussière-Galant (Haute-Vienne) |
| Mialet | Kompassrose, die auf Nachbargemeinden zeigt | Saint-Pierre-de-Frugie         |
| Mialet | La Coquille                                 |                                |

Die Gemeinde Firbeix ist mit 451 Metern nach Saint-Pierre de-Frugie die zweithöchstgelegene Gemeinde im Département Dordogne. Sie ist ferner Grenzgemeinde zum Département Haute-Vienne im Norden und Nordosten. Zum Gemeindegebiet gehören neben dem sehr asymmetrisch im Nordosten liegenden Ortskern zahlreiche Weiler, Gehöfte, zwei Herrensitze, ein Schloss und eine Schmiede:
Bellevue-les-Vignes, Boursaneix, Chantegros, Coupiat, Durdreix, Gourso(l)las, Jambe de Banc, La Chabrerie, La Forge, La Jourde, La Lande, Lavaud, Le Barrat, Le Bost, Le Château de Firbeix, Le Châtenet, Le Dognon, Le Gadonnet, Le Laurier, Le Mas Goudier, Le Passage, Les Bordes, Les Pouyades, Matibois, Montchapeix, Pauliac, Puiffe, Puissechien, Puybernard und Puyregonde.
Der topographisch tiefste Punkt des Gemeindegebietes mit 290 Metern über dem Meer liegt an der Dronne im Nordwesten; der höchste Punkt mit 451 Metern befindet sich an der Nordostecke bei Les Pouyades. Die maximale Höhendifferenz beträgt 161 Meter.

### Verkehrsanbindung
Der Ortskern von Firbeix liegt direkt an der RN 21 von Limoges nach Périgueux. Das Gemeindegebiet wird von mehreren Départements- und Kommunalstraßen durchquert. Von Bussière-Galant kommend kreuzt eine Kommunalstraße den Ortskern in Ost-West-Richtung. Sie führt dann weiter zur D 77 (Verbindung von Mialet mit Pensol bzw. La Chapelle-Montbrandeix). Den Südteil des Gemeindegebiets quert die D 82 von Saint-Pierre-de-Frugie nach Mialet, sie verlässt südlich des Ortskerns die RN 21 nach Südwesten in Richtung Mialet. Die D 66 kreuzt den Westen der Gemeinde in Nord-Süd-Richtung von Dournazac nach Mialet. Die Nachbargemeinden La Coquille und Sainte-Pierre-de-Frugie können über Kommunalstraßen erreicht werden.

### Bodenbedeckung

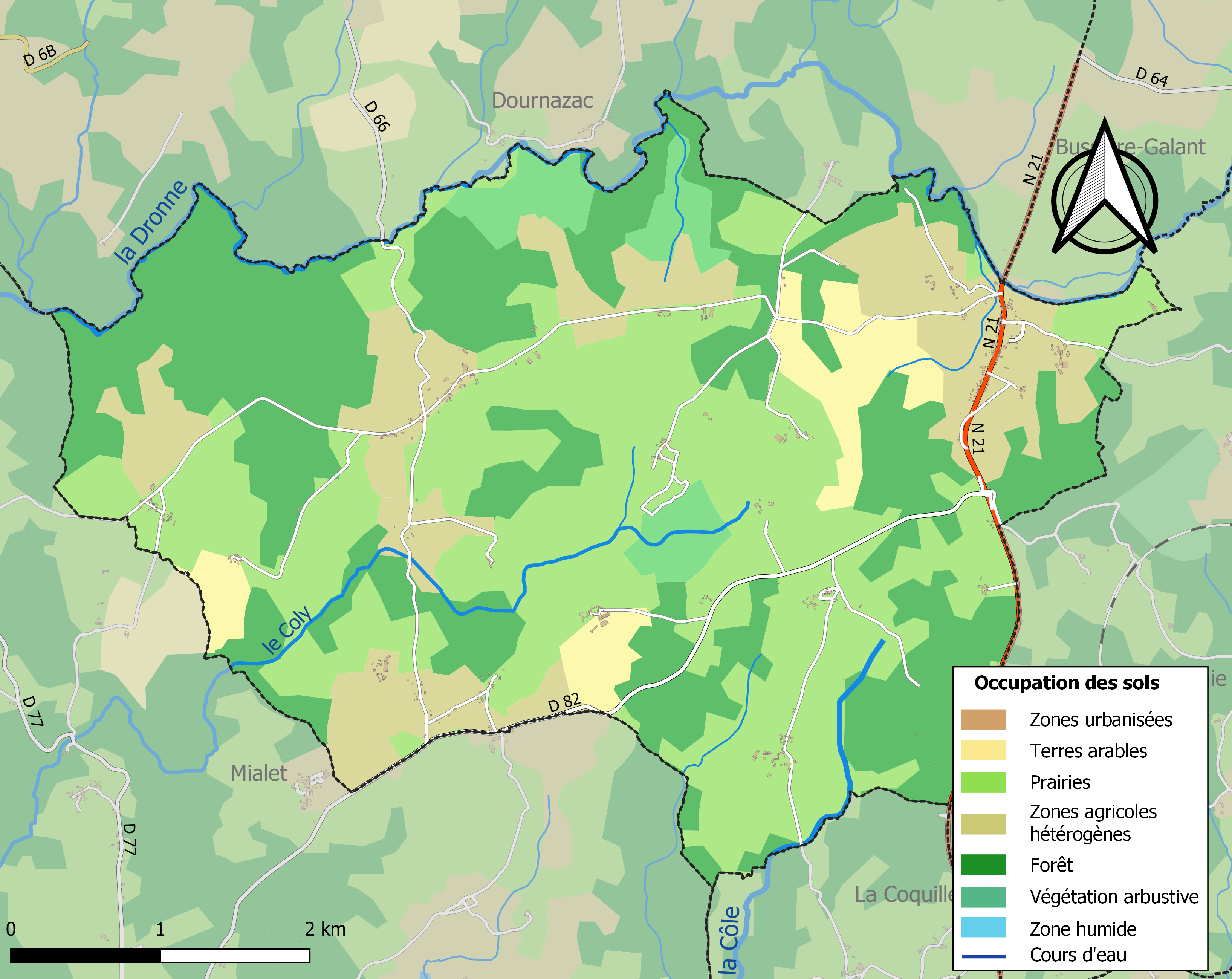
Bodenbedeckung in Firbeix

Die Bodenbedeckung der Gemeinde Firbeix schlüsselt sich im Jahr 2018 gemäß der europäischen Datenbank CORINE Land Cover (CLC) wie folgt auf:
- Wälder – 35,5 %
- heterogene landwirtschaftliche Nutzung – 16,4 %
- Wiesen – 39,2 %
- Buschwerk und/oder Grasland – 3,9 %
- Ackerland – 4,9 %

Die landwirtschaftliche Nutzung steht im Vordergrund, sie ist aber für die rein landwirtschaftliche Nutzung (bestehend aus heterogener Landwirtschaft inklusive Wiesen und Ackerland) von 61,4 % im Jahr 1990 auf 60,5 % im Jahr 2018 leicht zurückgegangen.

## Klima
Firbeix besitzt ein abgeschwächtes ozeanisches Klima, das sich durch folgende Parameter auszeichnet:
| Klimaparameter im Zeitraum 1971-2000 - Jahresmittel: 11,2 °C - Anzahl der Tage unter −5 °C: 8,3 - Anzahl der Tage oberhalb 30 °C: 3,8 - Maximum im Tages-Temperaturunterschied: 14,8 °C - Jahresniederschlag: 1163 mm - Niederschlagstage im Januar: 13,2 - Niederschlagstage im Juli: 8,0 |

Durch den Klimawandel zeichnen sich Erhöhungen im Jahresmittel ab, die sich bereits auch bemerkbar machen. So ist beispielsweise an der 35 Kilometer entfernten Wetterstation am Flughafen von Limoges-Bellegarde das langjährige Jahresmittel von 11,2 °C für 1971-2000 über 11,4 °C für 1981-2010 auf 11,8 °C für 1991-2020 angestiegen – ein Zuwachs um 0,6 °C innerhalb von 20 Jahren.

## Hydrographie

Hydrographische Karte von Firbeix

Die gesamte Nordgrenze der Gemeinde Firbeix wird von der Ost-West-fließenden Dronne gebildet. An der Südostecke östlich vom Weiler Le Châtenet liegt das Quellgebiet der Côle. Sie schlägt einen Südkurs ein und wird zu mehreren kleineren Weihern aufgestaut. Anschließend verlässt sie das Gemeindegebiet in südwestliche Richtung und legt dabei gleichzeitig die Grenze zu La Coquille fest. Nur unweit nordwestlich von der Quelle der Côle entspringt der Coly bei Goursollas. Er bewegt sich nach Westsüdwest in Richtung Gemeinde Mialet.
Sämtliche Flussläufe gehören zum Flusssystem Isle-Dronne und drainieren in westliche, südwestliche bis südliche Richtung.
Die Gesamtlänge des Entwässerungsnetzes beträgt 23 Kilometer.

## Geologie

Geologische Karte von Firbeix

Die Gemeinde Firbeix liegt vollkommen auf metamorphen Grundgebirgsgesteinen des nordwestlichen Massif Central. In der Hauptsache sind dies Augengneise der Unteren Gneisdecke des Limousins. Östlich vom Ortskern sind auch gerade noch Plagioklas-führende Paragneise aufgeschlossen (Formation ζ1-2), welche derselben Deckeneinheit angehören.
Die Augengneise sind nicht homogen, sondern können grob in drei Serien unterteilt werden – gewöhnliche Augengneise an der Basis (Formation oζ3), gefolgt von sehr massiven Augengneisen (ehemalige Metagranite – Formationen OCλ3 und (OC)λ3m) und leptynitischen Augengneisen (ehemalige Rhyodazite und Rhyolithe) im Hangenden (Formation oζλ3). Als Kuriosität enthalten die Augengneise zwei inselartige Vorkommen von strukturell tieferliegenden Glimmerschiefern der Parautochthonen Glimmerschiefereinheit (Formation ξ1) entlang der Westgrenze (südwestlich von Ourdreix und westlich von Les Bordes).
Der Südostteil der Gemeinde wird von der Nordost-Südwest-streichenden La Coquille-Störungszone durchquert, die teils kataklasischen bis mylonitischen Charakter annehmen kann. Sie bewirkt neben örtlichen Versätzen ein Umbiegen der generell NNW-SSO-streichenden Foliation der Gneise in die Nordostrichtung.
Das Grundgebirge wird stellenweise von relativ dünnem Kolluvium des Pleistozäns und vor allem von in situ aufliegenden Alteriten (Formation A)  verhüllt. Im Dronnetal findet sich rezentes Alluvium (Formation Fz).

## Geschichte
In Firbeix wurden Überreste aus der gallorömischen Epoche gefunden. Auf den Peutingerschen Tafeln der Spätantike konnte Firbeix als die Station Fines identifiziert werden. Im 17. Jahrhundert wurden zwei Herrensitze erbaut, das Manoir de Coupiat und das Manoir de Goursolas. Das Château de Firbeix stammt aus dem 18. Jahrhundert. Die Ortskirche Saint-Étienne wurde erst im 19. Jahrhundert errichtet.

## Bevölkerungsentwicklung
| Jahr | Einwohner |  |
| 1962 | 553       |  |
| 1968 | 510       |  |
| 1975 | 448       |  |
| 1982 | 401       |  |
| 1990 | 364       |  |
| 1999 | 326       |  |
| 2006 | 328       |  |
| 2011 | 290       |  |
| 2016 | 306       |  |
| 2019 | 317       |  |

Quelle: INSEE
Die Einwohnerzahlen der Gemeinde Firbeix waren bis 2011 stark rückläufig, sie beginnen sich neuerdings aber wieder etwas zu erholen.

## Bürgermeister
Bürgermeister von Firbeix war seit 1989 der leitende EDF-Angestellte Christian Gorre; er gehörte der PCF an. An seine Stelle trat im April 2014 Philippe François, der im Mai 2020 wiedergewählt wurde.

## Wirtschaft

### Beschäftigung
Im Jahr 2015 betrug die erwerbsfähige Bevölkerung zwischen 15 und 64 Jahren 107 Personen bzw. 35,8 % der Gesamtbevölkerung. Seit 2010 ist die Zahl der Arbeitslosen von 9 auf 17 angestiegen und hat sich fast verdoppelt, die Arbeitslosenquote liegt jetzt bei 15,9 %.

### Unternehmen
Am 31. Dezember 2015 waren 37 Unternehmen in Firbeix ansässig, davon 14 in Landwirtschaft, Forsten und Fischerei, 12 im Sektor Handel, Transport oder Dienstleistungen, 5 in der Industrie, 3 im Sektor Verwaltung, Bildung, Gesundheit oder Soziales und 3 im Baugewerbe.

## Sehenswürdigkeiten
- Manoir de Coupiat, Herrenhaus aus dem 17. Jahrhundert
- Manoir de Goursolas, ebenfalls aus dem 17. Jahrhundert
- Château de Firbeix aus dem 18. Jahrhundert
- Kirche Saint-Étienne aus dem 19. Jahrhundert

## Photogalerie

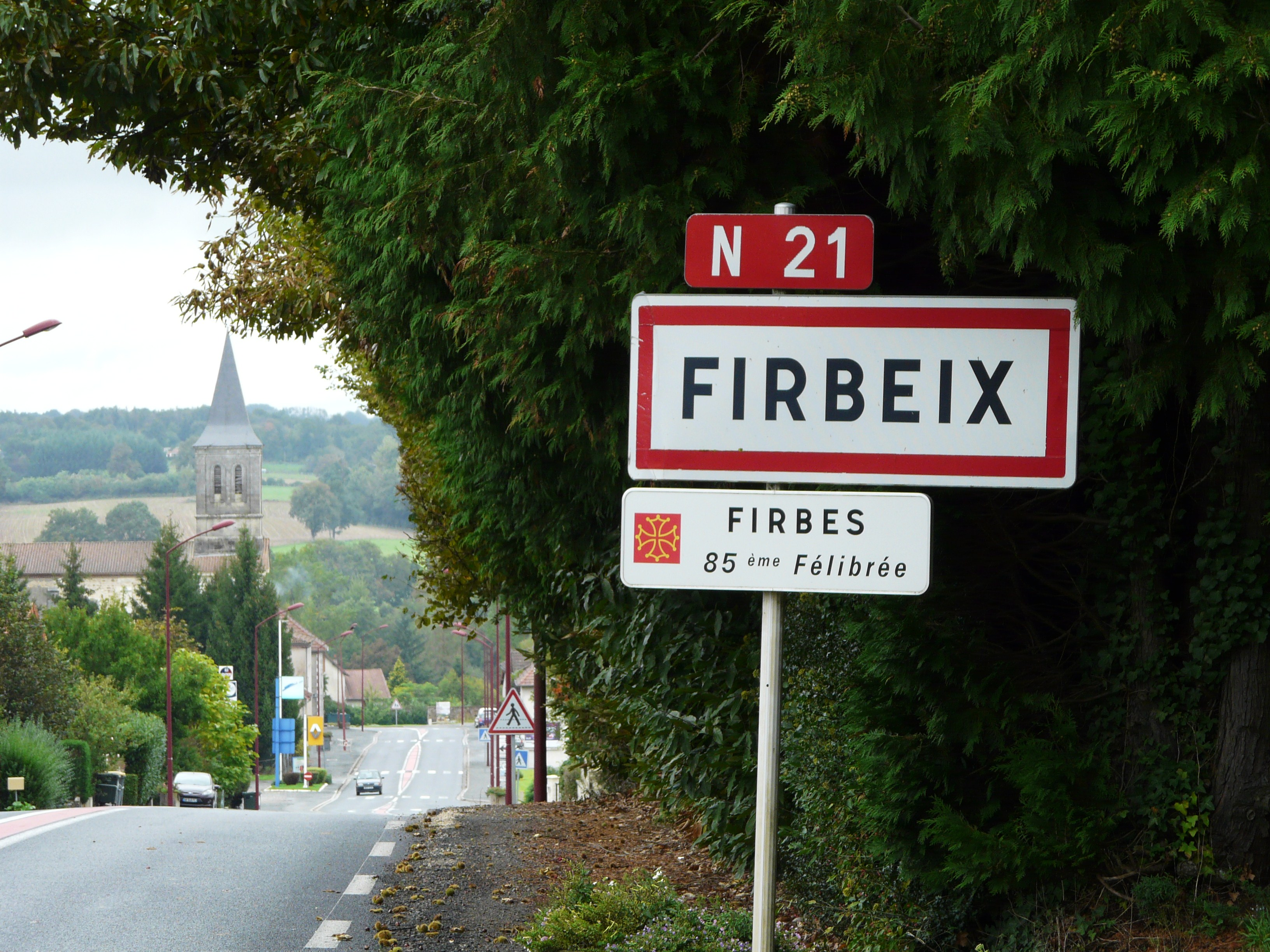
Südliche Ortseinfahrt an der RN 21
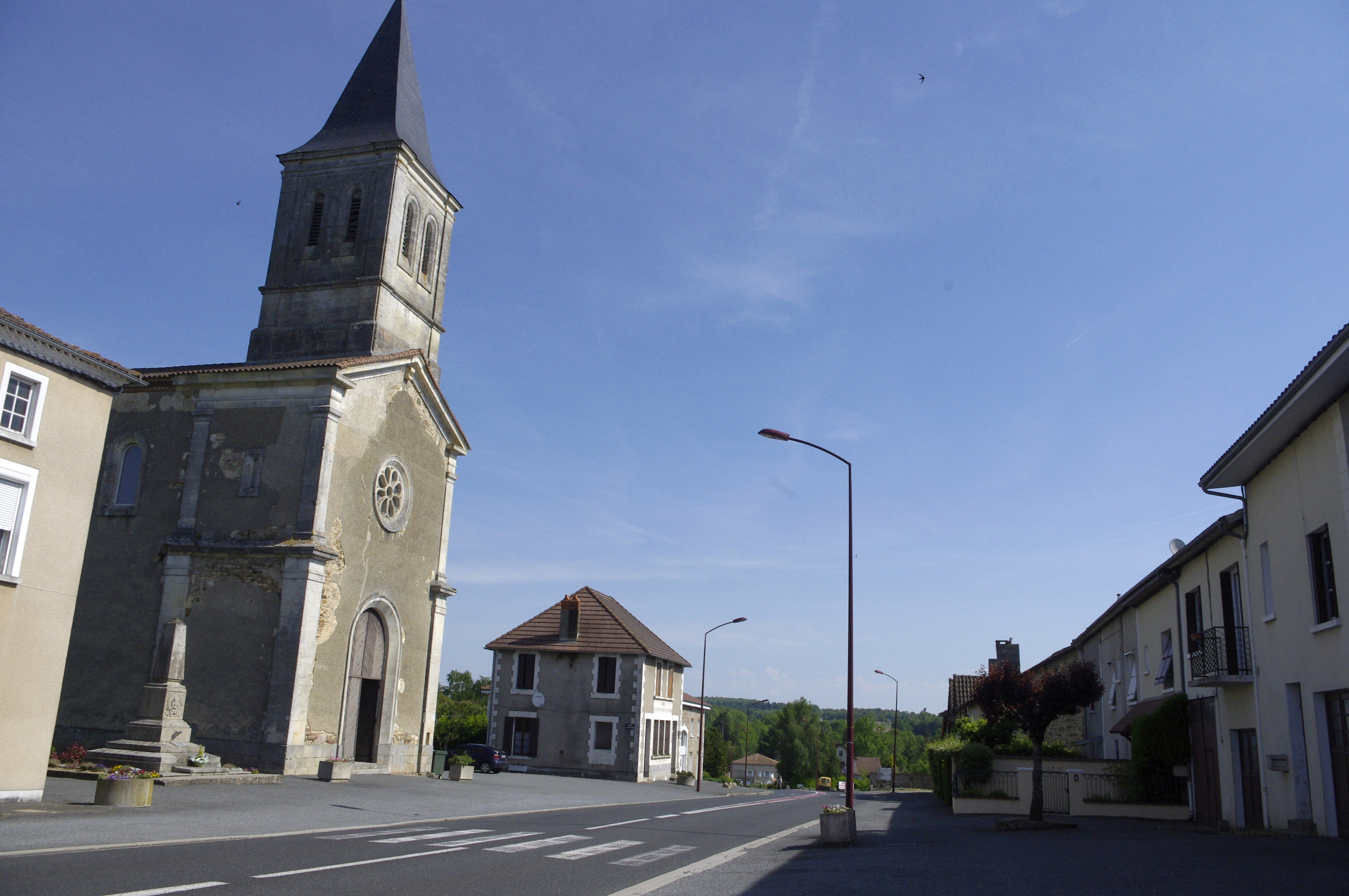
Ortszentrum mit Kriegerdenkmal, Kirche Saint-Étienne und Mairie
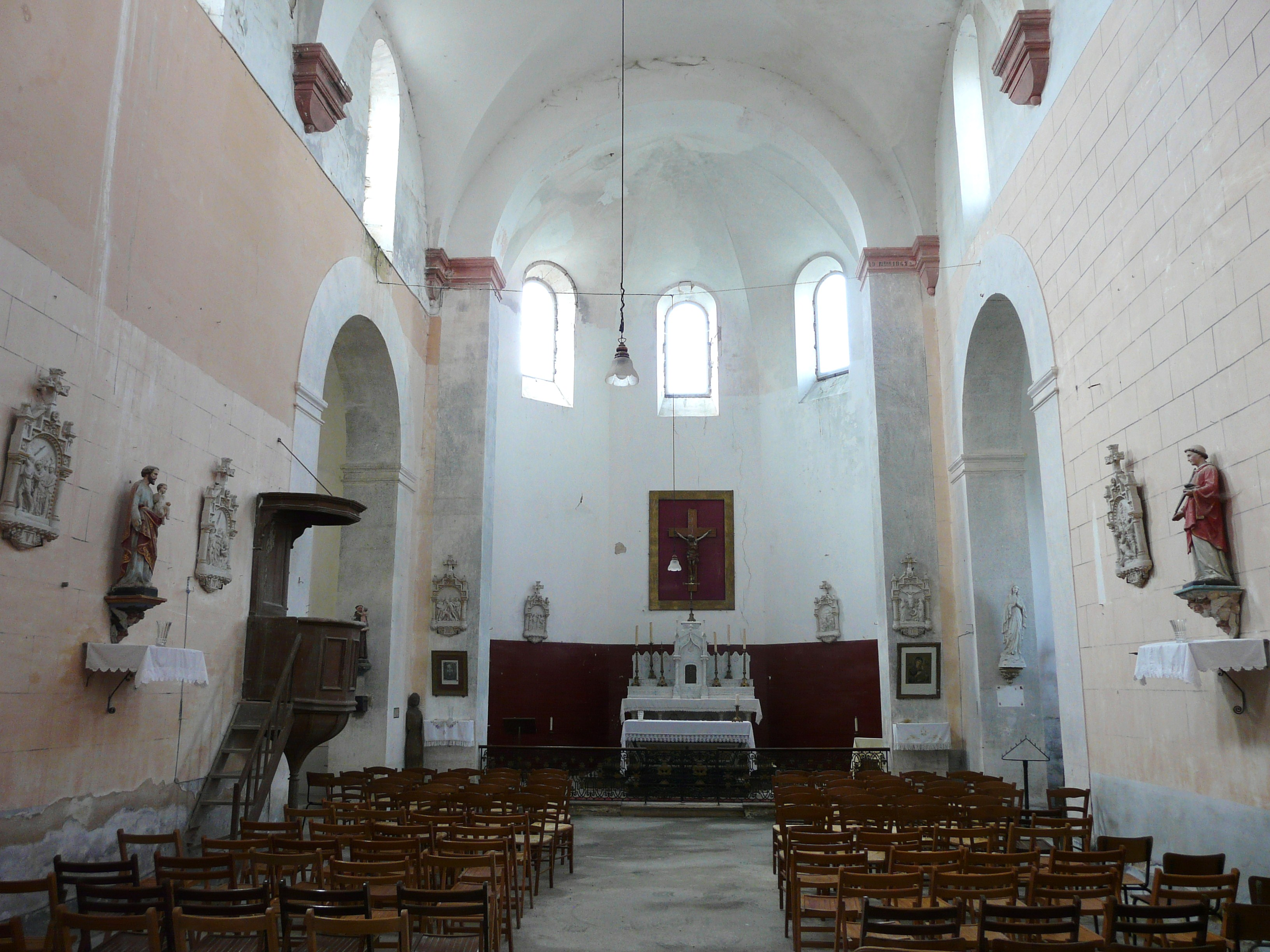
Inneres von Saint-Étienne
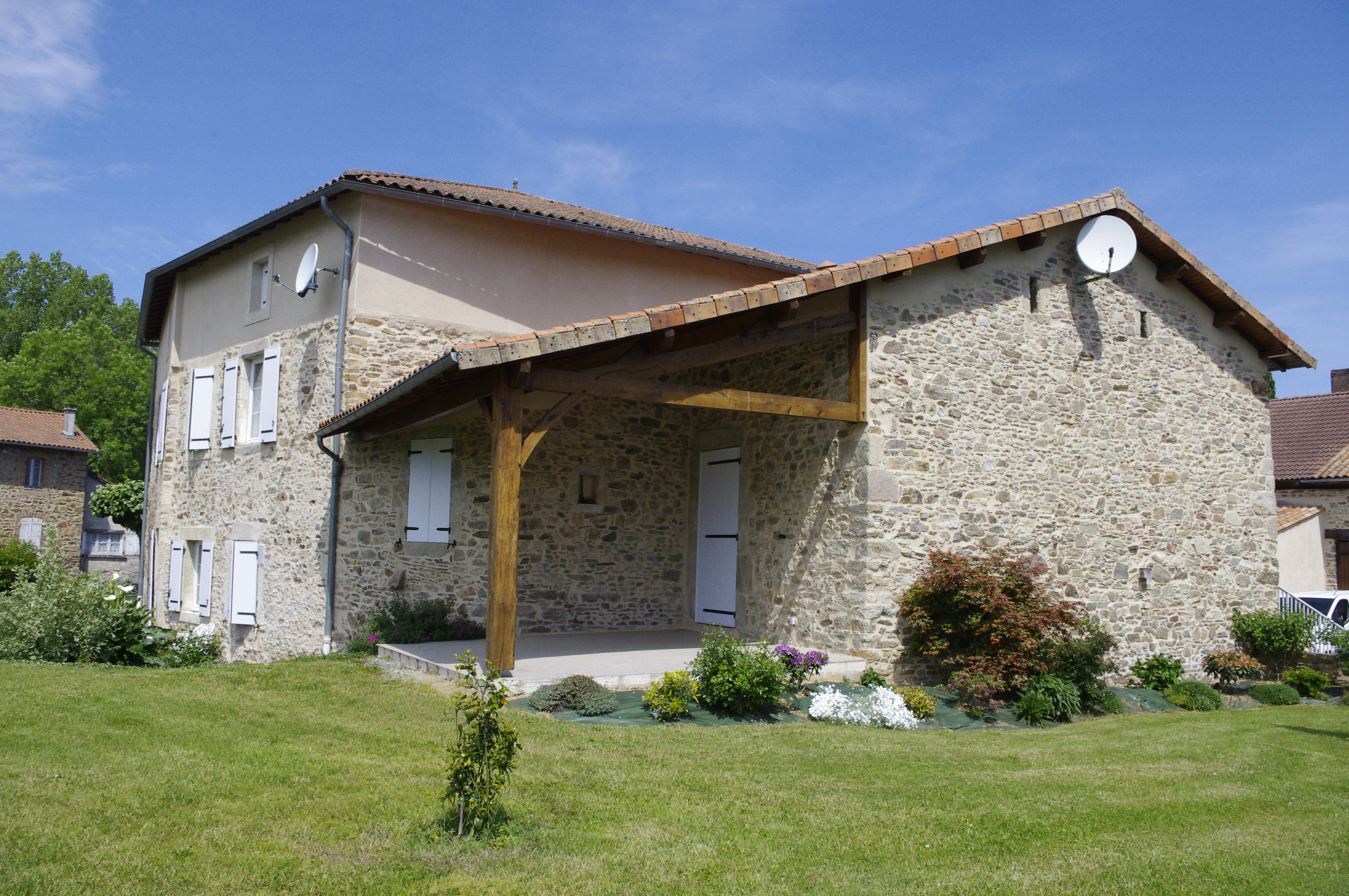
Alte Herberge auf dem Jakobsweg
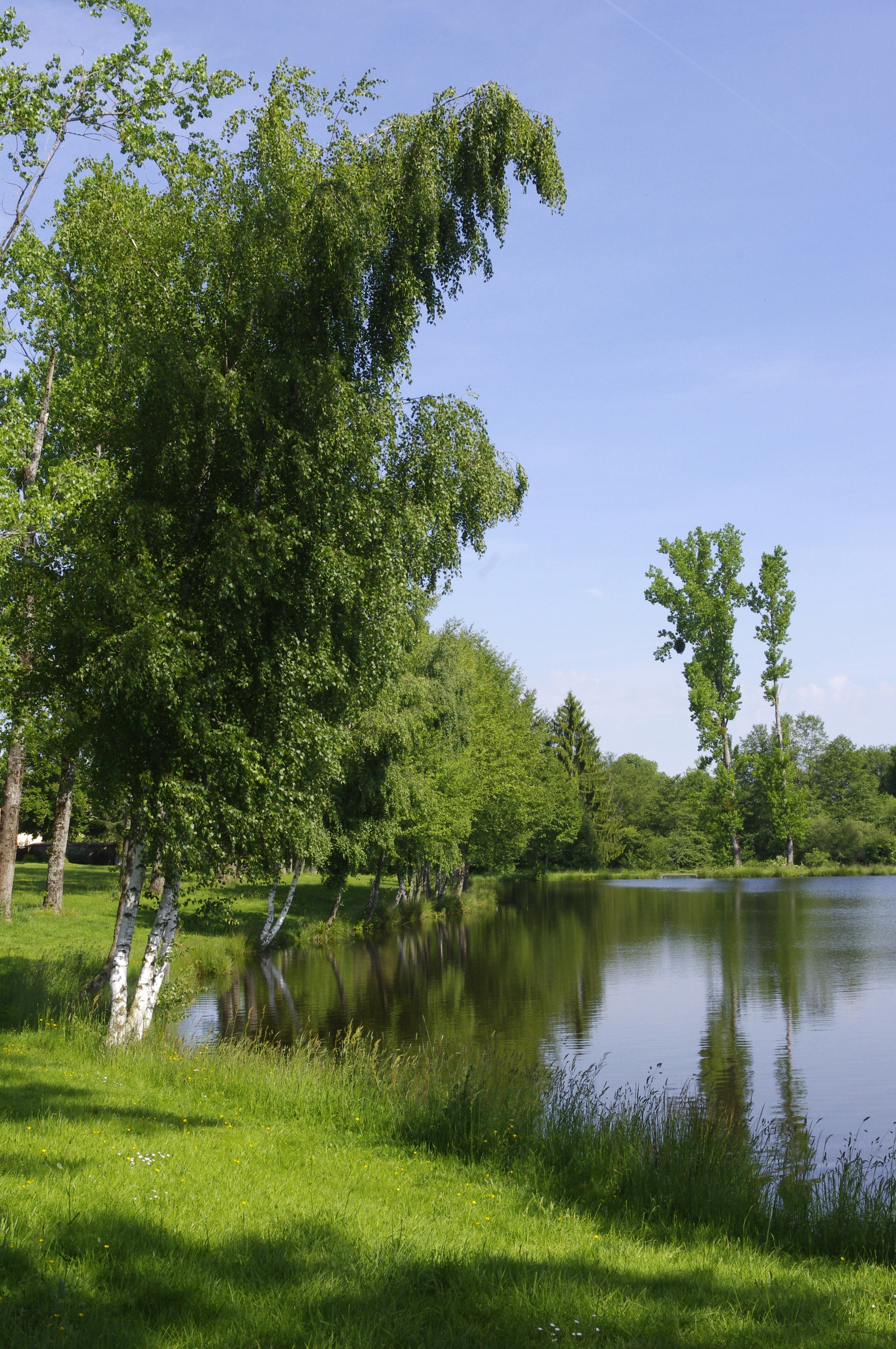
Weiher von Firbeix (Étang de Firbeix)
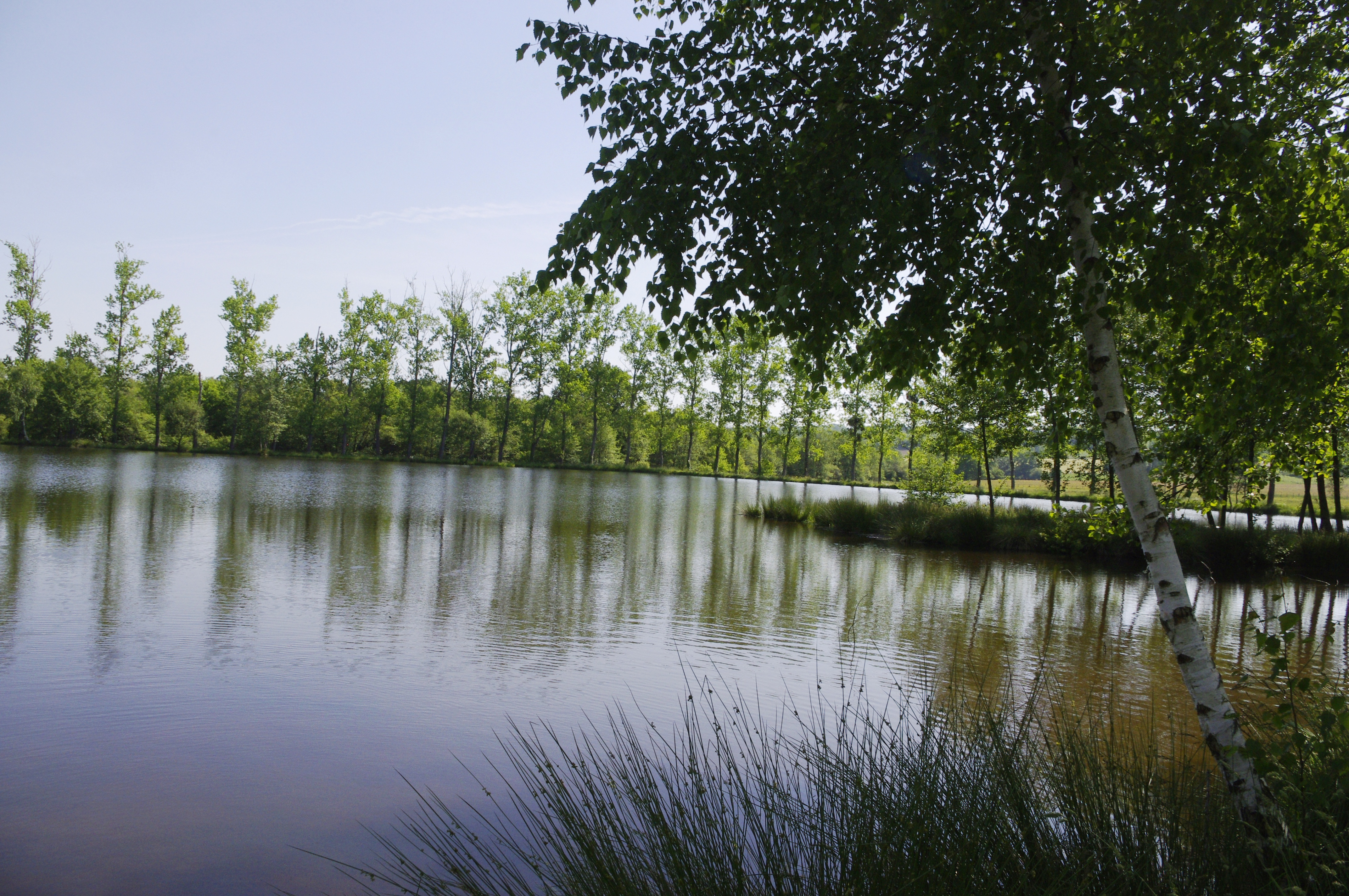
Weiher von Firbeix
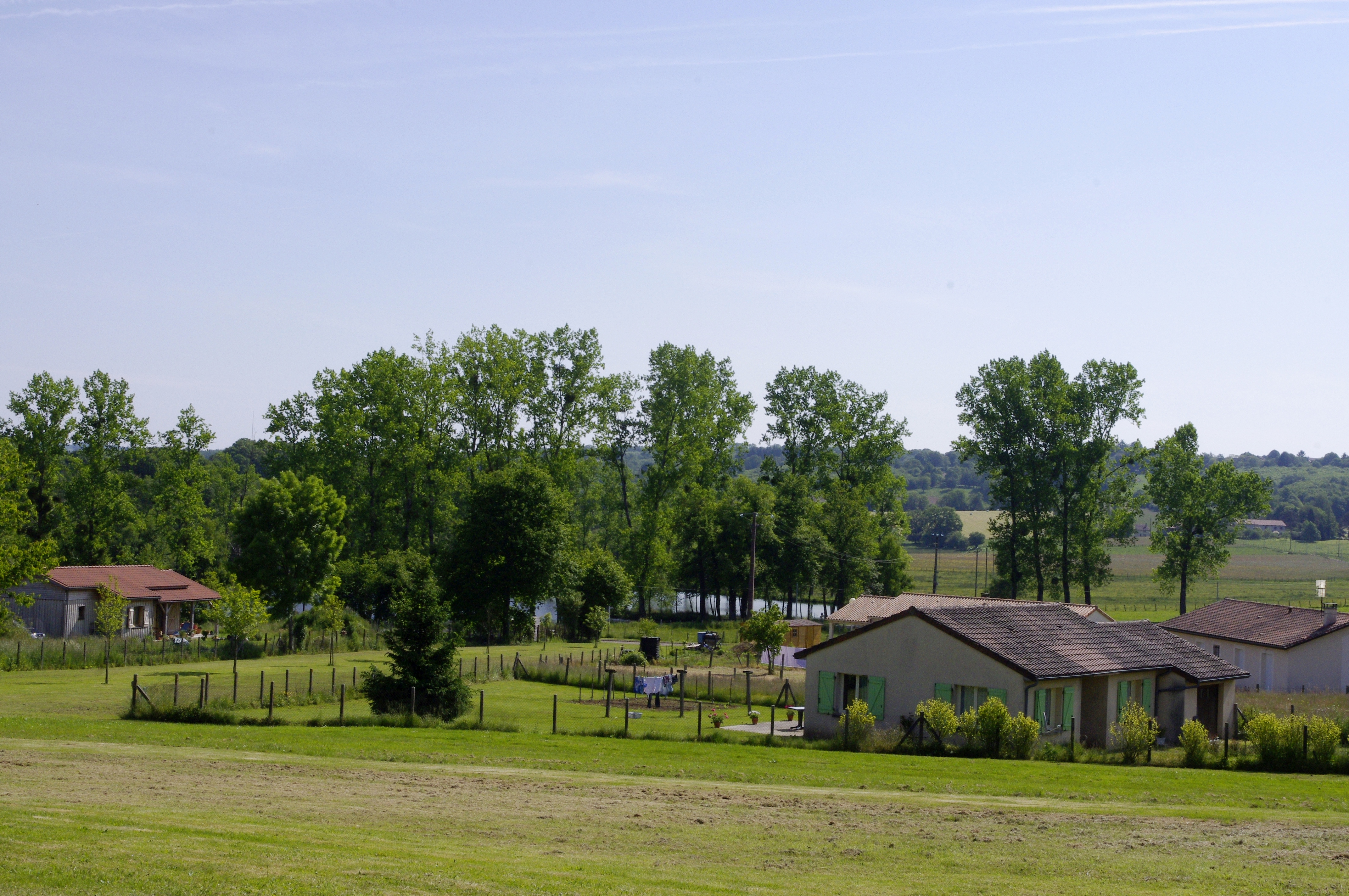
Lotissement am Weiher von Firbeix
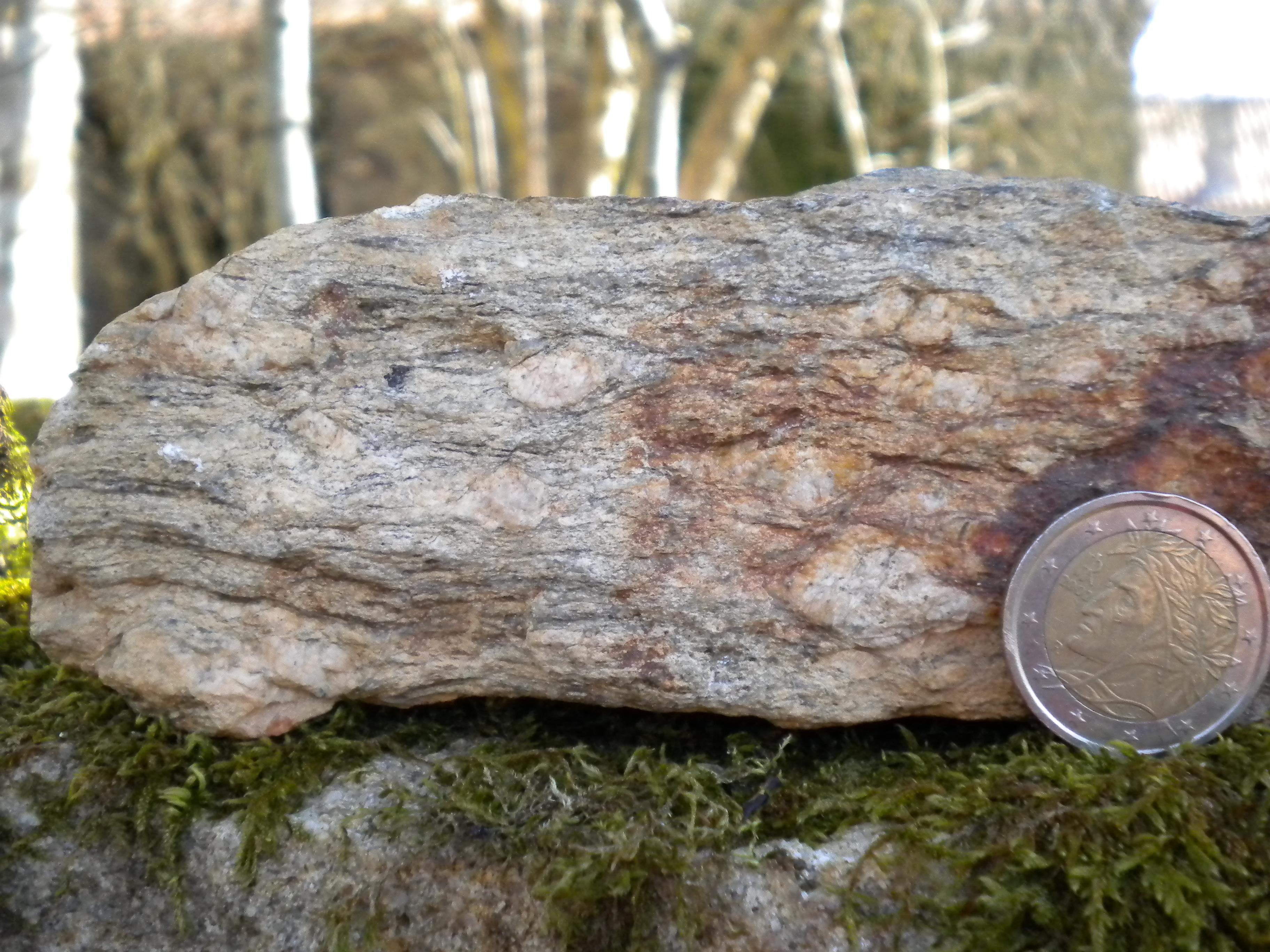
Gewöhnlicher Augengneis, wahrscheinlich hervorgegangen aus sauren Vulkaniten oder deren Erosionsprodukten